# Reservation Dogs
Reservation Dogs è una serie televisiva comica statunitense, creata da Taika Waititi e Sterlin Harjo. La serie ha debuttato su FX on Hulu il 9 agosto 2021 (Giornata internazionale dei popoli indigeni del mondo).
È la prima serie in cui attori e squadra di produzione sono quasi interamente nativi americani. È anche la prima serie girata interamente in Oklahoma.
Reservation Dogs ha ricevuto un ampio consenso da parte della critica e numerosi riconoscimenti, tra cui un Peabody Award, due Independent Spirit Awards e le nomination ai Critics' Choice Television Awards e ai Golden Globes, ed è stata nominata da molti critici una delle migliori serie del 2021. Inoltre, l'American Film Institute l'ha nominata uno dei dieci migliori programmi televisivi del 2021 e 2022.
Disponibile come Star Original su Disney+, la prima stagione è stata resa disponibile dal 13 ottobre 2021 e la seconda dal 4 gennaio 2023. È stata rinnovata per una seconda stagione nel 2021 e per una terza e ultima stagione nel 2022, che ha debuttato il 2 agosto 2023.

## Trama

### Prima stagione
La serie segue le vite di quattro adolescenti indigeni nelle zone rurali dell'Oklahoma, che passano le loro giornate a commettere crimini e a combatterli. Dopo la morte del loro amico Daniel, avvenuta un anno prima degli eventi della serie, la banda lotta con il desiderio di trasferirsi in California, come sognava di fare Daniel. Ma prima devono risolvere le questioni in sospeso nelle loro vite e nella loro comunità e prepararsi a partire.

### Seconda stagione
I Rez Dogs stanno ancora vivendo il dolore per la perdita del loro amico, ora aggravato dal fatto che il quartetto si è diviso e disperso, e che mancano gli uni agli altri. Il "sogno californiano" non si rivela come si aspettavano, provocando ulteriori sentimenti di delusione e abbandono. Se da un lato affrontano la situazione con umorismo, dall'altro si trovano ad affrontare sfide sempre più adulte. Le responsabilità finanziarie e familiari sorgono mentre continuano a cercare di capire la loro vita.

### Terza stagione
Nella terza ed ultima stagione, i Rez Dogs si ritrovano bloccati a Cali e devono trovare la strada per tornare a casa. L’ultimo capitolo si prepara quindi ad essere piena di viaggi su strada, saggezza da bagno, padri inaspettati, collegi, Bigfoot, voci, vendette e guarigioni.

## Episodi
| Stagione         | Episodi | Prima TV USA | Prima TV Italia |
| ---------------- | ------- | ------------ | --------------- |
| Prima stagione   | 8       | 2021         | 2021            |
| Seconda stagione | 10      | 2022         | 2022            |
| Terza stagione   | 10      | 2023         | 2023            |

## Personaggi e interpreti

### Personaggi principali
- Elora Danan Postoak (stagioni 1-in corso), interpretata da Devery Jacobs, doppiata da Giulia Franceschetti.  Chiamata così per il personaggio di Willow, è il membro più responsabile e motivato della banda. Elora ha perso la madre quando era ancora una bambina.
- Bear Smallhill (stagioni 1-in corso), interpretato da D'Pharaoh Woon-A-Tai, doppiato da Alex Polidori.  Si considera il "leader" della banda, nonostante sia l'unico del gruppo a pensarla così. È cresciuto con la sola madre a fargli da genitore ed è ancora molto legato a lei. Desidera un rapporto con il padre, estraneo e fannullone. Bear ha visioni di uno spirito guida.
- Chester "Cheese" Williams (stagioni 1-in corso), interpretato da Lane Factor, doppiato da Lorenzo D'Agata.  Più rilassato rispetto a Elora o a Bear, si lascia trasportare da qualunque marachella o disavventura gli capiti a tiro. Vive con lo "zio cugino", Charley; Cheese tende a legare con vari personaggi adulti dello show. Si presenta sempre con i suoi pronomi di genere.
- Wilhelmina "Willie Jack" Jacqueline Sampson (stagioni 1-in corso), interpretata da Paulina Alexis, doppiata da Lucrezia Marricchi.  Maschiaccio, è molto legata ai genitori. Daniel era il cugino di Willie Jack e lei è fortemente colpita dalla sua morte.

### Personaggi secondari
- Rita (stagioni 1-in corso), interpretata da Sarah Podemski.
- Ufficiale Big (stagioni 1-in corso), interpretato da Zahn McClarnon.
- William "Spirit" Knifeman (stagioni 1-in corso), interpretato da Dallas Goldtooth.
- Zio Brownie (stagioni 1-in corso), interpretato da Gary Farmer.
- Mose (stagioni 1-in corso), interpretato da Lil Mike.
- Mekko (stagioni 1-in corso), interpretato da Funny Bone.
- Jackie (stagioni 1-in corso), interpretata da Elva Guerra.
- White Steve (stagioni 1-in corso), interpretato da Jack Maricle.
- Bone Thug Dog (stagioni 1-in corso), interpretato da Jude Barnett.
- Weeze (stagioni 1-in corso), interpretato da Xavier Bigpond.
- Daniel (stagioni 1-in corso), interpretato da Dalton Cramer.
- Kenny Boy (stagioni 1-in corso), interpretato d Kirk Fox.
- Ansel (stagioni 1-in corso), interpretato da Matty Cardarople.
- Leon (stagioni 1-in corso), interpretato da Jon Proudstar.
- Zia B (stagioni 1-in corso), interpretata da Kimberly Guerrero.
- Nonna in ambulatorio (stagioni 1-in corso), interpretata da Casey Camp-Horinek.
- Danny Bighead (stagioni 1-in corso), interpretato da Keland Lee Bearpaw.

### Guest
- David (stagioni 1-in corso), interpretato da Garrett Hedlund.
- Rob (stagioni 1-in corso), interpretato da Macon Blair.
- Cleo (stagioni 1-in corso), interpretato da Darryl W. Handy.
- Donna Cervo (stagioni 1-in corso), interpretata da Kaniehtiio Horn.
- Punkin Lusty (stagioni 1-in corso), interpretato da Sten Joddi.
- Miles (stagioni 1-in corso), interpretato da Rhomeyn Johnson.
- Nonna di Elora (stagioni 1-in corso), interpretata da Geraldine Keams.
- Dr. Kang (stagioni 1-in corso), interpretato da Bobby Lee.
- Ray Ray (stagioni 1-in corso), interpretato da Migizi Pensoneau
- Mamma di Willie (stagioni 1-in corso), interpretata da Jennifer Podemski.
- Clinic receptionist (stagioni 1-in corso), interpretata da Jana Schmieding.
- Bucky (stagioni 1-in corso), interpretato da Wes Studi.
- Old Man Fixico (stagioni 1-in corso), interpretato da Richard Ray Whitman.
- Jumbo (stagioni 1-in corso), interpretato da Bobby Wilson.
- Garrett "Chukogee" Bobson (stagioni 1-in corso), interpretato da Bill Burr.

## Produzione
La serie è stata annunciata per la prima volta nel novembre 2019 ed è stata confermata da Taika Waititi su Twitter poco dopo. Il rapporto iniziale annunciava che Waititi sarebbe stato co-sceneggiatore della serie insieme al regista nativo americano Sterlin Harjo, che avrebbe condiviso con Waititi anche i compiti di produttore esecutivo e di regista. Dopo le riprese dell'episodio pilota a Okmulgee, in Oklahoma, FX ha annunciato un ordine di serie per il progetto nel dicembre 2020. In quel periodo è stato confermato anche il casting per i quattro attori principali, D'Pharaoh Woon-A-Tai, Devery Jacobs, Paulina Alexis e l'esordiente Lane Factor, oltre a un gruppo di guest star che compariranno nell'episodio pilota. Le riprese della prima stagione, che si sono concluse nel luglio 2021, si sono svolte a Okmulgee, Tulsa, Sand Springs, Beggs, Inola e Terlton, tutte nel nord-est dell'Oklahoma. Il 2 settembre 2021 FX ha rinnovato la serie per una seconda stagione, anch'essa girata a Okmulgee.
Parlando della loro collaborazione creativa e dei rispettivi ruoli nella produzione, Waititi ha sottolineato: "Credo davvero che le persone debbano raccontare le proprie storie e soprattutto da qualsiasi zona provengano", facendo sì che Harjo, che è dell'Oklahoma, prendesse la guida del progetto e Waititi un ruolo più di supporto. Inoltre, molte delle trame dello show sono ispirate a eventi dell'infanzia di Harjo.
Parte del processo di sviluppo ha incluso il casting di attori sconosciuti provenienti dalle comunità indigene, e i giovani protagonisti in particolare hanno instaurato un rapporto di lavoro, spesso incentrato sul loro comune amore per la commedia indigena. Jacobs e Alexis hanno aggiunto di aver legato per l'apprezzamento reciproco del gruppo comico di sketch 1491. Quattro dei cinque membri dei 1491 hanno lavorato alla prima stagione della serie e, con l'aggiunta di Ryan RedCorn alla stanza degli sceneggiatori per la seconda stagione, tutti i 1491 lavorano ora a Reservation Dogs come scrittori e attori, registi o produttori. Il 22 settembre 2022 FX ha rinnovato la serie per una terza e ultima stagione.

## Distribuzione
La serie è stata distribuita tramite FX on Hulu negli Stati Uniti a partire dal 9 agosto 2021, mentre, nei mercati internazionali verrà distribuita su Disney+ come Star Original. In Italia la serie è stata resa disponibile a cadenza settimanale a partire dal 13 ottobre 2021.

### Edizione italiana

#### Doppiaggio
Il doppiaggio italiano e la sonorizzazione della serie TV sono stati eseguiti dalla società Iyuno-SDI Group. La direzione è di Alessandro Quarta e i dialoghi sono a cura di Sara De Santis.

## Accoglienza
| Stagione | Rotten Tomatoes      | Metacritic         |
| -------- | -------------------- | ------------------ |
| 1        | 98% (61 recensioni)  | 83 (22 recensioni) |
| 2        | 100% (35 recensioni) | 93 (16 recensioni) |
| 3        | 100% (22 recensioni) | 94 (15 recensioni) |

### Stagione 1
La prima stagione ha ricevuto il plauso della critica. Sul sito aggregatore di recensioni Rotten Tomatoes, ha ricevuto un indice di gradimento "Certified Fresh" del 98% con un punteggio medio di 8,2 su 10, basato su 57 recensioni. Il consenso critico del sito recita: "Pomeriggi senza meta producono assurde delizie in Reservation Dogs, una commedia di basso profilo che cattura abilmente il malessere della gioventù e della vita della Rez, grazie soprattutto al suo impressionante gruppo centrale." Su Metacritic, che utilizza una media ponderata, ha ricevuto un punteggio di 83 su 100, basato su 22 recensioni, indicando "un'acclamazione universale."
Scrivendo per il Guardian, Ellen E Jones ha dato allo spettacolo un punteggio di 5 su 5 e ha detto: "Reservation Dogs è in grado di distruggere con stile secoli di miti e travisamenti grazie a una semplice, cruciale, innovazione: quasi tutti i partecipanti alla produzione sono nativi americani, offrendo una prospettiva che non asseconda mai lo sguardo spesso feticista degli estranei. Al contrario, questo show racconta la spinta e l'attrazione della casa: quel desiderio simultaneo di appartenere e di essere liberi." In un altro voto di 4 su 5, Alan Sepinwall, scrivendo per Rolling Stone, ha detto: "Uno show come Reservation Dogs sembra atteso da tempo. E questo spettacolo in particolare? È terribilmente buono." Allison Keene della rivista Paste ha dato un voto di 9,2 su 10 e ha definito la serie "una perfetta serie estiva, che si svolge in pomeriggi languidi e si muove a un ritmo non affrettato."
Recensendo i primi due episodi, Danette Chavez di The A.V. Club ha dato una "B+" e ha detto: "Reservation Dogs è già sulla buona strada per essere una delle migliori commedie (e show) dell'anno". Anche Kristen Lopez di IndieWire ha dato un voto di "B+", affermando che "[Reservation Dogs] è una serie sorprendente che illustra perché vale la pena raccontare la storia di ognuno" e ha anche elogiato i quattro attori principali, affermando che "gli adolescenti qui riuniti sono tutti fantastici, e trasmettono molto del vero io dei loro personaggi anche se non lo sanno ancora." "Anche Emily St. James di Vox ha elogiato gli attori principali, definendoli "uno dei migliori ensemble di personaggi adolescenti a memoria d'uomo" e considerando la prima stagione come "una delle migliori prime stagioni di una comedy da qualche tempo a questa parte." Anche Daniel Fienberg di The Hollywood Reporter ha elogiato il cast e la rappresentazione "trionfale" dei nativi americani.
Doreen St. Félix del New Yorker ha scritto: "Reservation Dogs è un'opera d'atmosfera e dolce, una collezione di ritratti intrecciati e poetici che non si concentra solo sul cast centrale." Daniel D'Addario di Variety ha dichiarato: "Reservation Dogs è un trionfo adorabile, eminentemente guardabile. È un tributo dovuto a un tipo di comunità che non mitizza. Al contrario, lo show tratta la riserva e i suoi residenti alle loro condizioni, come degni di essere esplorati per quello che sono e per quello che sono." Joshua Rivera di Polygon ha elogiato la serie, affermando che "come molta grande arte, Reservation Dogs sfida il suo pubblico con arguzia e stile a guardare in spazi che sono stati a lungo ignorati e a identificarsi con esperienze che sono al di fuori delle proprie." Scrivendo per IGN, Matt Fowler ha dichiarato: "Reservation Dogs presenta personaggi che ci piacciono, una comunità da cui siamo attratti (e di cui potremmo essere curiosi)." Esther Zuckerman di Thrillist ha elogiato il tono della serie, affermando che "Reservation Dogs è a volte malinconica e a volte profondamente irriverente. Ma qualunque sia lo stato d'animo che si vuole ottenere in un dato momento, si tratta di una delle serie televisive più uniche, divertenti e artisticamente soddisfacenti che si possano guardare."
L'American Film Institute lo ha nominato uno dei dieci migliori programmi televisivi dell'anno.

### Stagione 2
Anche la seconda stagione ha ricevuto il plauso della critica. Su Rotten Tomatoes ha un indice di gradimento "Certified Fresh" del 100%, con un punteggio medio di 8,9 su 10, basato su 23 recensioni. Il consenso della critica del sito recita: "Reservation Dogs ha un sapore agrodolce nella sua seconda stagione, mentre affronta dilemmi più difficili di prima con il suo senso dell'umorismo pungente, creando un ritratto piccante di una comunità e di un luogo." Su Metacritic, ha un punteggio di 93 su 100, basato su 16 recensioni, che indica un "plauso universale".
Ai critici sono stati dati i primi quattro episodi prima della première per recensirli. Ha ricevuto una "A" da Manuel Betancourt di The A.V. Club e Chase Hutchinson di Collider, una "A-" da Darren Franich di Entertainment Weekly e Brian Tallerico di The Playlist, e una "B+" da Kristen Lopez di IndieWire. Betancourt ha sottolineato il modo in cui tratta materiali oscuri, come i traumi generazionali, il lutto e le disuguaglianze sistemiche, con "umorismo accattivante", senza andare troppo oltre. Hutchinson ha elogiato la scrittura, l'umorismo e le interpretazioni, in particolare quelle di Jacobs e Woon-A-Tai. Anche Daniel Fienberg di The Hollywood Reporter ha elogiato le interpretazioni, sottolineando ulteriormente quella di Jacobs, in particolare nell'episodio "Mabel". Kristen Reid di Paste ha assegnato un punteggio di 9,3 su 10 e ha dichiarato: "Dopo appena una stagione e mezza, Harjo e il co-creatore Taika Waititi hanno già trovato il loro ritmo con Reservation Dogs. Invitandoci a entrare nella riserva per viverla con questo gruppo di ragazzi rapidamente amati, [si] sente come una celebrazione della vita dei nativi e un modo per ispirare un cambiamento in meglio."
Caroline Framke di Variety ha scritto nella sua recensione favorevole che: "per le centinaia di programmi che debuttano ogni anno, non c'è ancora niente in TV come Reservation Dogs. [Esso] dà voce, tempo e un'umanità da sporcaccioni agli indigeni americani, che per lungo tempo sono stati poco più che semplici battute sullo schermo. Ma lo fa anche con un approccio che poteva venire solo da questi scrittori, attori, registi e membri della produzione. È uno show così sicuro della propria voce e della propria prospettiva che non solo è gratificante da guardare, ma è anche un gradito sollievo." Joe Keller di Decider ha riassunto la sua recensione dicendo: "Reservation Dogs migliora la sua eccellente prima stagione approfondendo la comunità del rez, rendendola meno incentrata sui cani e più sulle tradizioni, sulle persone che pensano di conoscere le tradizioni ma non le conoscono, e su quanto possa essere divertente e ricca la vita lì, anche se la gente deve essere creativa per tirare avanti."
Per il finale di stagione, TVLine ha nominato Woon-A-Tai, Jacobs, Factor e Alexis "Interpreti della settimana" per la settimana del 1º ottobre 2022. Il sito ha scritto: "Nessun singolo attore ha superato gli altri; piuttosto, è stata la loro chimica combinata e la fiducia dei personaggi l'uno nell'altro a farci ridere delle loro buffonate e a farci piangere per il loro dolore. [...] La Jacobs ha mostrato una grande vulnerabilità nel suo linguaggio del corpo e nella sua dizione, quando Elora ha ammesso la sua paura di lasciare andare Daniel. Woon-A-Tai è stato portato alle lacrime, mentre Bear era consumato dall'amore per i suoi amici. Alexis ha mostrato una grande forza d'animo mentre Willie Jack ha dimostrato di essere sia la rete di sicurezza dei Cani che il sollievo comico. E dopo che si sono uniti per una preghiera, Factor ha tremato e soffocato le sue emozioni mentre Cheese rivelava la sua rabbia persistente."
Come per la prima stagione, l'American Film Institute l'ha inserita tra i dieci migliori programmi televisivi dell'anno.

### Stagione 3
Su Rotten Tomatoes, la terza e ultima stagione ha un indice di gradimento del 100%, con un punteggio medio di 9,4 su 10, basato su 22 recensioni. Il consenso della critica del sito recita: "Congedandosi con un'abbondante creatività, l'ultima stagione di Reservation Dogs evita di sembrare prematura, soddisfacendo a tutti i livelli." Su Metacritic, ha un punteggio di 94 su 100, basato su 15 recensioni, che indica un "plauso universale".